# Paspalum macranthecium
Paspalum macranthecium är en gräsart som beskrevs av Parodi. Paspalum macranthecium ingår i släktet tvillinghirser, och familjen gräs. Inga underarter finns listade i Catalogue of Life.